# La questua
La questua - Quanto costa la Chiesa agli italiani è un saggio del giornalista Curzio Maltese pubblicato nel 2008 con la collaborazione di Carlo Pontesilli e Maurizio Turco.

## Contenuto
Il libro raccoglie, ampliandole, le puntate di un'inchiesta che il giornalista ha condotto per il giornale La Repubblica nella rubrica "I soldi del vescovo". L'autore affronta il tema dei finanziamenti e delle agevolazioni che lo Stato italiano concede annualmente alla Chiesa cattolica quali il meccanismo delle quote non assegnate dell'otto per mille e l'esenzione dall'ICI per gli edifici di proprietà ecclesiastica.

### Capitoli
1. I conti della Chiesa ecco quanto ci costa
2. Chiesa, c'è un 8 per mille segreto
3. Gli alberghi dei santi alla crociata dell'Ici
4. Religione, il dogma in aula
5. Turisti nel nome di Dio
6. Usiamo gli aiuti per il bene comune
7. Carità, l'altra faccia dell'obolo
8. Scandali, affari e misteri

## Controversie
Alle critiche mosse dal libro alla Chiesa il giornale cattolico Avvenire ha controbattuto con le proprie argomentazioni (che ribattono a quanto affermato da Curzio Maltese) prima con uno speciale on-line e poi con un libretto a cura di Umberto Folena dal titolo: La vera questua, allegato al quotidiano del 26 luglio 2008.

## Edizioni
- Curzio Maltese, La questua. Quanto costa la chiesa agli italiani, con Le ragioni di un'inchiesta di Ezio Mauro, con la collaborazione di Carlo Pontesilli e Maurizio Turco, Feltrinelli, Milano 2008, 172 p. ("Serie bianca") ISBN 978-88-07-17149-9 (tre edizioni invariate); Mondolibri, Milano 2009 (ristampa)